# Malström
Malström è un synth di Reason, differisce da Subtractor per la particolarità di utilizzare la sintesi granulare

## La sintesi
Esistono svariati tipi di sintesi, ovvero algoritmi sui quali si basa il sintetizzatore per la creazione dei suoi suoni. Esiste la sintesi sottrattiva (in Reason implementata da Subtractor) sintesi FM o la sintesi granulare: nella sintesi granulare il suono è generato da un numero di piccoli e continui segmenti (granuli) di suono, la cui lunghezza varia in genere tra i 5 e i 100 millisecondi. Il suono risultante è modificato attraverso la variazione delle proprietà di ogni granulo e/o l'ordine in cui essi vengono assemblati.
I granuli possono essere generati attraverso il trattamento di segnali provenienti da algoritmi matematici o anche da suoni campionati detti Wavetable. In quest'ultimo caso, un oscillatore wavetable riproduce un singolo periodo di forma d'onda, che può essere il suono di un violino o il rumore di uno sparo, anche se molti sintetizzatori che si basano su wavetable permettono in alternativa possibilità di riprodurre una serie di segnali periodici semplici, sempre in forma di campioni. Malstrom combina la sintesi granulare alla sintesi wavetable per ottenere un modo molto flessibile di sintetizzare i suoni con un elevato grado di fluidità e variabilità 